# 恭雲院
恭雲院（きょううんいん、生没年不詳）は、戦国時代から安土桃山時代にかけての女性。甲斐武田氏の家臣・真田幸綱（幸隆）の正室。

## 生涯
海野棟綱や真田氏の譜代の家老であった河原隆正の妹で、海野氏分家の家柄だった真田幸綱に嫁ぎ、真田信綱、真田昌輝、真田昌幸、真田信尹、金井高勝を産んだ。幸綱には他に二人の娘（長坂昌国室、遠山右馬助室）がいるがこちらの生母は不明である。長男の信綱が天文6年（1537年）の生まれ（『信綱寺殿御事跡稿』）のため、幸隆と恭雲院の結婚は天文年間初期と推測される。
『系図纂要』によれば、武田家の譜代家老・飯富虎昌の娘が幸綱に嫁いだとする説があり、その後は側室となったと思われるが、永禄8年（1565年）10月15日に飯富虎昌が義信事件で失脚・処刑されて以降は正室に戻ったと思われる。天正2年（1574年）5月19日には幸綱が死去する。また、『羽尾記』によれば、恭雲院の出自を羽尾幸全の娘（『羽尾記』）ともされるが、柴辻俊六はこの説の根拠は弱いとしている。
天正10年（1582年）3月に織田信長の武田征伐による甲斐武田家滅亡後、上野国と信濃小県郡・佐久郡を支配していた織田信長の家臣・滝川一益の元に人質として出されたが、後に武田氏から離反して織田氏に従属し、信濃安曇郡・筑摩郡・木曽郡を与えられた木曾義昌へ引き渡された。同年9月に真田家が徳川家に従属したことに伴い、翌11年2月に徳川家康の人質となった。その後天正13年（1585年）ごろに解放され、真田家へもどったとされる。
没年には二説ある。真田氏の菩提寺である長野県上田市の長谷寺墓碑には天正20年5月20日（1592年6月29日）とあり、同寺の過去帳には文禄2年8月1日（1593年8月27日）とあり、1年余の差があるがこの頃に没したものと思われる。戒名は恭雲院喜山理慶大姉。

## 登場する作品
- 『風林火山』（2007年、NHK大河ドラマ、演：清水美砂）
- 『真田丸』（2016年、NHK大河ドラマ、演：草笛光子）